# Tom Tierney
Thomas Tierney, detto Tom (Limerick, 1º settembre 1976 – 24 febbraio 2023), è stato un rugbista a 15 e allenatore di rugby a 15 irlandese, in carriera attivo nel ruolo di mediano di mischia; prese parte con la nazionale dell'Irlanda alla Coppa del Mondo di rugby 1999 e, da allenatore, fu dal 2014 il commissario tecnico della Nazionale femminile irlandese.

## Biografia
Tesserato con il Garryowen, club della sua città natale, Tierney ebbe un breve periodo di permanenza a livello provinciale nella squadra del Munster, anche se la sua prima esperienza professionistica di rilievo fu solo nel 2002 in Inghilterra con il Leicester per tornare in Irlanda due anni dopo nelle file della franchise provinciale di Connacht.
Tierney fu in Nazionale tra il 1999 e il 2000 in otto occasioni (esordio a Brisbane contro l'Australia a giugno, con successiva partecipazione alla Coppa del Mondo di rugby 1999, e ultima partita nell'incontro d'esordio del Sei Nazioni 2000 contro l'Inghilterra), e terminò la sua carriera agonistica alla fine della stagione 2006-07.
Dedicatosi all'allenamento, fu tecnico dei Galwegians prima ancora di smettere di giocare; dopo la fine dell'attività fu anche tecnico del Garryowen e, dal 2014, ricopre l'incarico di commissario tecnico della nazionale femminile irlandese, con cui ha vinto il Sei Nazioni 2015 di categoria.